# أوغسته فون هراخ
أوغُستِه فُون هَراخ (بالألمانية: Auguste von Harrach) (و. 1800 – 1873 م) هي صاحبة صالون أدبي من ألمانيا، والنمسا، ولدت في درسدن في 30 أغسطس 1800.
كانت الزوجة الثانية للملك فريدريك وليام الثالث ملك بروسيا بعد وفاة زوجته الملكة لويزه ميكلنبورغ.

## أصولها
كانا والدا أوغوسته هما الكونت النمساوي فرديناند جوزيف فون هاراخ تسو روهراو أوند تانهاوزين (1763-1841)، والنبيلة الساكسونية جوانا كريستيان رايسكي فون دوبنيتز (1767–1830)، والذي كان والدها هو أدولف هاينريش رايسكي فون دوبنيتز (1726–1778) صاحب قلعة كلاينستروبن الكائنة بالقرب من مدينة دريسدن. من الناحية الأب، تنحدر أوغوسته من ألويز توماس رايموند، الكونت فون هاراش (1669–1742)، الذي شغل منصب نائب الملك على نابولي، والكونت فريدريش أوغست فون هاراش (1696–1749)، حاكم هولندا هابسبورغ. من ناحية والدتها، تنحدر أوغست من طبقة النبلاء الساكسونية والبوهيمية، بما في ذلك جدتها كريستيان صوفي فون ليسر (1735–1806) التي كانت من ناحية الأم تنحدر مباشرة من لوكاس كراناخ الأكبر ولوكاس كراناخ الأصغر.

## حياتها مع الملك
التقت أوغسته الملك فريدريك ويليم الثالث لأول مرة في عام 1822 في منتجع صحي في تبليتسه في بوهيميا.
عند زواجها من الملك في العام 1824، كانت عائلة هراخ غير معترف بها على أنها متكافئة طبقيًا مع العائلة الحاكمة للملك فريدريك كون عائلة هراخ من طبقة النبلاء وليس من عائلة حاكمة، إضافة إلى ذلك كانت أوغسته كاثوليكية، بينما كان الملك فريدريك بروتستانتيًا، ولذلك تزوج الملك بها في البداية سراً، ثم أعلن الزواج لاحقاً، وتفاجأ الكثير بهذا الزواج وقابله البعض بالرفض، وتم التعامل معه على أنه زواج مورغاني، أي زواج بين عائلتين غير متكافئتين اجتماعيًا، ولذلك لم يتم منحها لقب الملكة، وإنما لقب الأميرة فون ليغنيتسا والكونتيسة فون هوهنزولرن. كانت إلى حد كبير مستبعدة من النشاط السياسي وكان ترتيبها دائمًا وراء كل الأمراء والأميرات من العائلة المالكة، كما أنها لم تنجب من الملك. وبحسب ما تم تدوينه عن الملك فريدريك أنه لم يكن يرغب أن تكون هناك ملكة أخرى بعد زوجته السابقة الملكة لويزه. اعتنت أوغسته بالملك قبل وفاته عام 1840، لكن لم يُسمح لها بحضور الجنازة.

## حياتها بعد وفاة زوجها الملك
لاحقًا، في عام 1841، بعد عام من وفاة الملك فريدريك ويليام، تم الاعتراف بعائلة أوغوسته رسميًا كعائلة وسيطة، (وهي الصفة التي كانت تطلق على الأسر الحاكمة سابقاً داخل الإمبراطورية الرومانية المقدسة)، مع لقب صاحب السمو المستنير، مما سمح لهم رسميًا بالحصول على وضع متساوٍ لأغراض التزاوج مع العائلات الحاكمة والملكية.
حصلت كأرملة الملك على مخصصات مالية كبيرة وسُمح لها بمواصلة العيش في القصر الملكي، وفي سنواتها الأخيرة قامت بعدة رحلات إلى إيطاليا وفرنسا وإنجلترا.

## وفاتها
توفيت في 5 يونيو 1873 عن عمر ناهز 73 عاماً في منتجع باد هوميورغ (فور دور هوهِه) والذي كانت ترتاده باستمرار للاستجمام.